# Zubriczky Aladár
Zubriczky Aladár (Budapest, 1872. május 4. – Budapest, 1926. március 26.) római katolikus pap, teológus, egyetemi tanár, egyházi író.

## Élete
Középiskolai tanulmányait Budapesten a kegyes tanítórendiek és Esztergomban a bencések gymnasiumában végezte, a teologiát pedig a budapesti egyetemen. Pappá szentelték 1894. szeptember 10-én. 1895-ben Garamkövesden és Doroghon segédlelkész ként, 1896-ban Nagyszombatban gymnasiumi helyettes tanárként működött, Esztergomban a Vizivárosban ismét segédlelkész volt, azután 1898 és 1904 között Budapesten a VIII. ker. községi főreáliskola hittanára. 1899. március 12-én a budapesti tudományegyetemen sub auspiciis regis hittudományi doktorrá avatták. 1903-ban az ókeresztény irodalomtörténetből magántanárrá habilitálták. 1904–1906-ig az esztergomi teológiai főiskolán az alapvető és ágazatos hittannak volt tanára, 1906-tól a budapesti tudományegyetemen az alapvető hittan nyilvános rendes tanára. 1907-ben pápai titkos kamarás lett. Az 1911–1912.,  1916–1917. tanévben a hittudományi kar dékánja, 1924–1925-ben az egyetemen rektora. Alig 54 évesen hunyt el 1926-ban.
A SZIT tudományos és irodalmi osztályának, 1915-ben a Szent István Akadémia I. o. alapító és 1922–1926 között igazgató tanácsi tagja.

## Művei
Jelentős irodalmi tevékenységet fejtett ki.

### Folyóiratcikkei
A Budapesti Növendékpapság magy. Egyházirod. Isk. Kiadványai (1893. A római sz. Pál templom. 1895. Isteni közreműködés). Hittud. Folyóirat (1896. Fejlődik-e a ker. ethika? 1900. A theol. oktatás reformjához. 1904. Az oltáriszentség engesztelése. 1908. A ·«Te Péter vagy» szövegkritikája). Magyar Sion (1899. A vegyes házasságok kötése Magyarországon. 1903. A prot. theologia újabb fejlődése). Kath. Szemle (1902. Középiskolai hitoktatás. A XIX. század erkölcsei. 1904. A régi ker. irodalom újabb kutatásai. Denifle Lutherról.... 1907. Vissza a metafizikához. 1910. Az ó-ker. irodalomtörténet újabb kutatása). Religio (1903. A kereszténység elterjedése a római birodalomban. A kongregácziók üldözésének okai Francziaországban. A legutolsó népszámlálás adatai a katholiczizmusról Németországban, Ausztriában és Magyarországon. A test feltámadása és az apologia. Az ágazatos hittan középiskolai kezelésének szirtjei. 1904. Draskovics György és Mária királyné. Modern theologia. Statisztikai adatok M. vallási viszonyairól 1903-ban. Némi statisztika Budapest plébániáiról. Élet és mechanika. Gondolat a modern aszketikus irodalomról... 1905. Immaculata képeskönyv a XVII. századból. Szemle az 1904. év dogmatikus irodalma fölött. A világvég hittudományi és természettudományi megvilágításban. 1906. Az erő megmaradásának elve és a hittudományok. A Szentírás sugalmazásának újabb elmélete... 1907. A Comma Joanneum. A ker. tan fejlődése.... 1908. Az esztergomi új rituale. Az új Syllabus dogmatikai jelentősége. 1909. A vérkémlelések és az ember leszármazása. A theologiai év kezdetén... 1911. A keresztények munkaélete Nagy Konstantin előtt. 1912. Miként jelölte ki utódját sz. Ágoston. 1913. Nagy Konstantin milanói rendelete). Hitvéd. F. (1903. A pogányság a római birodalomban Nagy Konstantin milanói rendelete után). Egyházi K. (1902. Güttler reformkatholiczismusa és új apologiája. Amerikai kereszténység Kolumbus előtt. 1904. Modern apologia a francziáknál. A protestáns theologia újabb fejlődése). Bölcs F. (1906. Életerő és életelv).

### Önállóan megjelent művei
- A szándék szerepe a hitéletben. Esztergom, 1898
- Mária, teremtett eszménykép. Esztergom, 1900
- A gyermek Krisztus köntöskéje (Némethy Lajossal együtt). Esztergom, 1901
- Szent Irén lyoni püspök életének chronologiája. Esztergom, 1903
- A maitól eltérő szokások, visszaélések és profanácziók az Oltáriszentség körül az első nyolcz században. Esztergom, 1904
- Egyházi beszéd sz. Adalbert ünnepére. Esztergom, 1905
- Régi és új utak a hitvédelemben Archiválva 2018. október 28-i dátummal a Wayback Machine-ben. Esztergom, 1906
- Ó-keresztény irodalom és dogmatörténet. I. Esztergom, 1906
- A kereszténység lényege. Budapest, 1907
- Párhuzamok a kereszténység és más vallások között. Budapest, 1910
- Szentbeszéd sz. István király ünnepén. Budapest, 1910
- Vasárnapok a Tátrában. Budapest, 1911
- A Horváth József-féle alapítvány története. Budapest, 1913
- Jézus élete és a vallástörténet Budapest, 1923 (Szent István könyvek 1.)
- Szent Tamás nagysága. Budapest, 1924